# Rio Strickland
O rio Strickland é um rio da Papua-Nova Guiné. Nasce na Cordilheira Central, percorre 824 km na Província Ocidental e é o principal afluente do rio Fly. Foi nomeado em homenagem a Edward Strickland, vice-presidente da Sociedade Geográfica da Australásia pela expedição à Nova Guiné de 1885.